# Okręty podwodne typu UB I
Okręty podwodne typu UB I – niemieckie małe okręty podwodne z okresu I wojny światowej. Okręty tego typu uzbrojone były w dwie wyrzutnie torpedowe i karabin maszynowy kalibru 8 mm. W latach 1914–1915 zbudowano dla marynarki niemieckiej 17 jednostek tego typu (UB-1 do UB-8 przez stocznię Germaniawerft i UB-9 do UB-17 przez stocznię Weser) oraz trzy dalsze dla marynarki Austro-Węgier.
Okręty typu UB I były małymi jednokadłubowymi jednostkami przeznaczonymi do działań przybrzeżnych, o prostej konstrukcji. Wymogiem przy ich projektowaniu była możliwość transportu koleją, dzięki temu część została przetransportowana nad Adriatyk, gdzie operowały z baz austriackich. W praktyce miały niewielkie możliwości bojowe, a ich niedostatkami była mała prędkość i słaba manewrowość. Mogły zanurzyć się do głębokości 50 m, czas przejścia w zanurzenie wynosił 33 sekundy.
UB-10, 12, 16 i 17 zostały w 1918 roku przebudowane na podwodne stawiacze min – wyrzutnie torped zastąpiono przez 4 wyrzutnie min (przenosiły 8 min), przy tym przedłużono kadłub do 32 m i wyporność wzrosła do 147/161 t.

## Służba
UB-7, 8, 9 i 14 operowały na Adriatyku z baz austriackich, będąc fikcyjnie przyjęte do służby marynarki austro-węgierskiej, pod numerami U-7, 8, 9 i 26 (było to spowodowane tym, że Niemcy początkowo nie były oficjalnie w stanie wojny z Włochami). Pod koniec 1916 roku powróciły pod niemiecką banderę. UB-8 został później przekazany Bułgarii pod nazwą „Podwodnik nr 18”.
1 kwietnia 1915 roku Austro-Węgry zamówiły pięć okrętów podwodnych tego typu, z czego dwa pierwsze, UB-1 i UB-15, weszły początkowo do służby niemieckiej i operowały na Adriatyku z niemieckimi załogami do czerwca–lipca 1915 roku, kiedy zostały przejęte przez Austro-Węgry, jako (odpowiednio) U-10 i U-11. Dalsze trzy U-15, 16 i 17, zostały dostarczone bezpośrednio Austro-Węgrom.

## Skrócone losy
- UB-1 – przekazany Austro-Węgrom jako U-10, uszkodzony 4 czerwca 1915 r., po czym wycofany w 1918 r.
- UB-2 – złomowany po wojnie
- UB-3 – zaginął na Morzu Śródziemnym w maju 1915 r.
- UB-4 – zatopiony przez statek-pułapkę HMS „Inverlyon” 15 sierpnia 1915 r. na Morzu Północnym
- UB-5 – złomowany po wojnie
- UB-6 – wpadł na mieliznę 18 marca 1917 r. koło wybrzeża Flandrii, zdobyty przez Francuzów, złomowany
- UB-7 – zatopiony w październiku 1916 r. na Morzu Czarnym przez rosyjski wodnosamolot[1]
- UB-8 – przekazany Bułgarii, po wojnie przekazany Francji i złomowany
- UB-9 – złomowany po wojnie
- UB-10 – samozatopiony 5 października 1918 r. u brzegów Flandrii podczas niemieckiego odwrotu
- UB-11 – złomowany po wojnie
- UB-12 – zatonął w 1918 r. na minach na Morzu Północnym
- UB-13 – zatopiony 24 kwietnia 1916 r. u brzegów Flandrii przez brytyjski statek rybacki, w zaminowanej sieci
- UB-14 – złomowany po wojnie
- UB-15 – przekazany Austro-Węgrom jako U-11, po wojnie przekazany Francji i złomowany
- UB-16 – zatopiony 10 maja 1918 r. koło Essex przez brytyjski okręt podwodny E34
- UB-17 – zatopiony 11 marca 1918 r. koło wybrzeży Holandii przez brytyjski niszczyciel HMS „Onslow”

Okręty austro-węgierskie:
- U-15(inne języki) – złomowany po wojnie we Włoszech
- U-16(inne języki) – staranowany 17 października 1916 r. przez frachtowiec „Borminda”, po storpedowaniu eskortującego go włoskiego niszczyciela „Nembo”[2]
- U-17 – złomowany po wojnie we Włoszech